# 来迎院 (埼玉県杉戸町)
来迎院（らいこういん）は、埼玉県北葛飾郡杉戸町にある真言宗豊山派の寺院。

## 歴史
1192年（建久3年）、田村秀時の開基である。当寺の本尊は運慶作と伝えられる不動明王で、奥州藤原氏の守護仏とされていたという。1189年（文治5年）の奥州合戦で、田村秀時は主君の命により不動明王を持ち出し、陸奥国田村郡三春（現・福島県田村郡三春町）で隠れていた。その後、秀時は当地に移住、「袒願坊幻夢」を名乗り、この不動明王像を本尊とする寺「袒願寺」を創建した。
その後の戦乱で寺は焼失し、勢至堂のみが残された。1577年（天正5年）に宥休によって中興された。その時に「来迎院」と称することになった。

## 交通アクセス
- 東武動物公園駅より徒歩11分。